# Dolmen del Barranc
El Dolmen del Barranc o Dolmen del Cotó és un dolmen situat al terme municipal d'Espolla, (Alt Empordà), inclòs a l'Inventari del Patrimoni Arqueològic i Paleontològic de Catalunya.

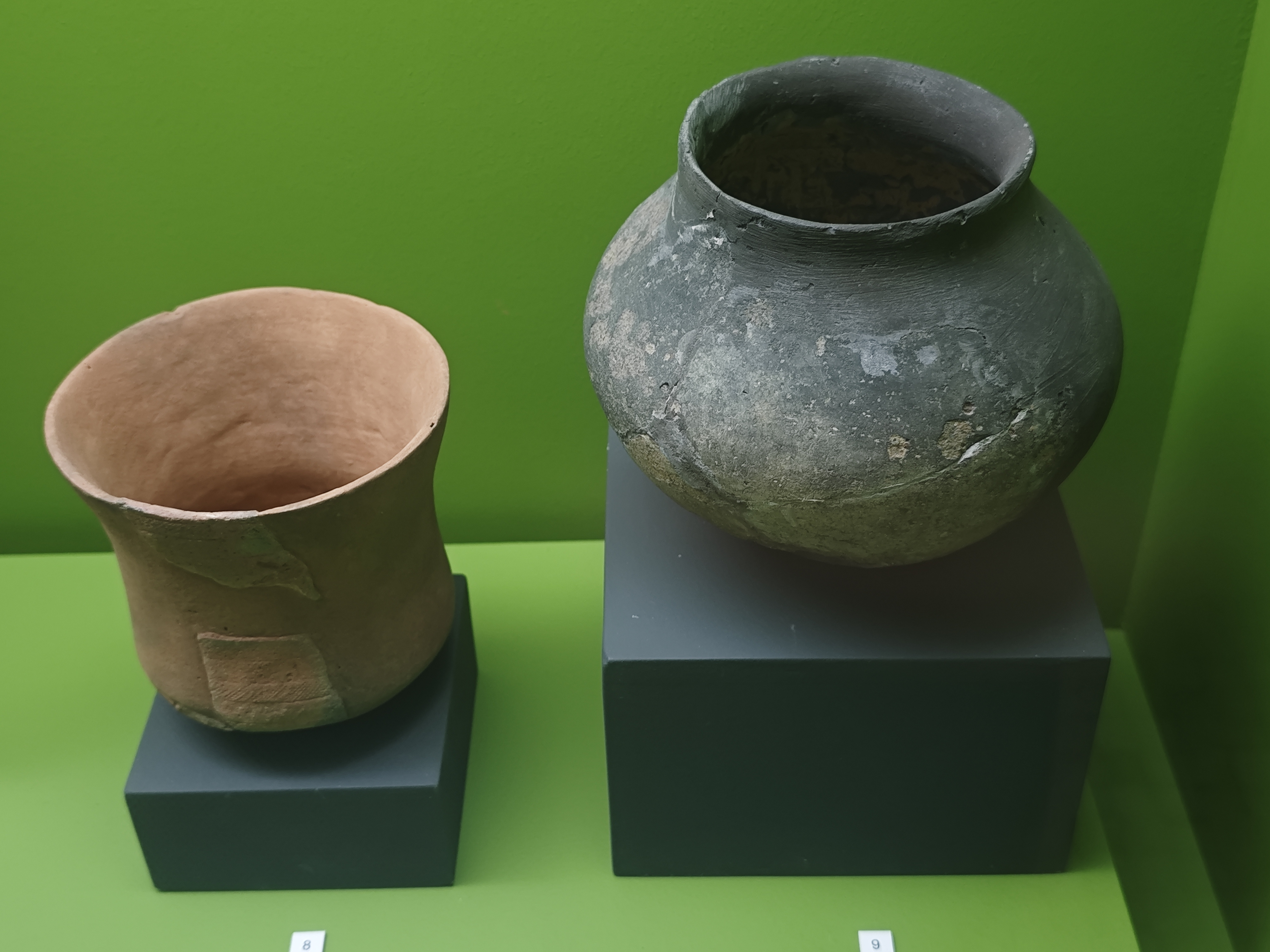
MAC-BCN16575 8. Vas Campaniforme. Calcolitic. El Barranc (Espolla) - MAC-BCN16576 9. Recipient Ceramic de coll curt. Calcolitic-Bronze antic. El Barranc (Espolla)

Forma part dels dòlmens d'Espolla. Està situat al paratge del Barranc, molt proper a la línia divisòria amb el terme de Rabós i en un lloc de pas molt antic, com indiquen les restes d'un camí de traçat medieval i que pot ser molt més antic, que actualment ha quedat força en desús, així com aquest eix de comunicació dins l'Albera.
Es tracta d'un sepulcre megalític d'inhumació múltiple. Les seves lloses són de pissarra i presenta una cambra trapezoidal i corredor de paret seca amb vestíbul semicircular a l'entrada. La llosa de coberta està trencada per la meitat i s'hi poden observar molts gravats, alguns dels quals representen la figura humana, d'altres reprodueixen formes geomètriques i creus antropomòrfiques. En aquesta llosa, també s'hi poden observar inscripcions més modernes, com una que diu: ROCA i una data 17....
El túmul era de tendència circular, amb reompliment format per blocs grans a la base i petits a la superfície, barrejats amb terra.
Pel tipus arquitectònic, Tarrús (2002) el data a la segona fase dels sepulcres de corredor de l'Alt Empordà-Rosselló, és a dir, a la segona meitat del IV mil·lenni aC.
El seu estat de conservació és bo, gràcies a la restauració duta a terme per Júlia Chinchilla, Josep Tarrús i Roser Vilardell entre els anys 1984-1985.